# Yi See-young
Yi Si-yeong (hangeul : 이시영 ; hanja : 李始榮 ; 3 décembre 1868 - 19 avril 1953) a été un militant indépendantiste puis le premier Vice-Président de la Corée du Sud du 24 juillet 1948 au 9 mai 1951. Ses noms de plume étaient Seongjae (성재, 省齋) et Seerimsanin (시림산인, 始林山人).

## Biographie
Seongjae est né à Séoul dans une riche famille aristocratique, les Yi de Gyeongju. Son père, Yi Yuseung, est ministre du personnel. Il passe l'examen pour le service civil à l'âge de 23 ans et occupe d'importantes fonctions à la cour avant d'être nommé gouverneur de la province du Pyongan à 38 ans.
Seongjae devient un chef du mouvement pour l'indépendance à partir de 1905 et la signature du traité d'Eulsa en s'opposant au développement de l'influence japonaise dans le Pyongan. Après l'annexion en 1910, Il émigre avec ses cinq frères et leurs familles vers la Mandchourie préférant œuvrer pour le retour de la souveraineté nationale que de profiter d'une vie prospère dans leur pays d'origine. Ils consacrèrent leur fortune à l'établissement de l'académie Gyeonghaksa, de l'école militaire Shinheung et de l'école Yariha qui avaient pour objectif de développer l'agriculture, les études et de servir de base à une guérilla contre le Japon. Seongjae contribue également à la fondation à Shanghai du gouvernement provisoire de la Corée en exil. 
A la libération, il joue un rôle majeur pour contrer le communisme dans la république de Corée et développe ses institutions académiques à Séoul qui formeront les bases de l'université Kyung Hee. A l'indépendance, à l'âge de 80 ans, il devient le premier vice-président de la Corée du Sud et suit le gouvernement à Busan lorsque la guerre de Corée éclate. Dans un discours qui a marqué son époque, il démissionne en mai 1951 à la suite du scandale de la force de défense nationale dont les dirigeants avaient détourné les fonds, laissant mourir des dizaines de milliers de soldats. Candidat du parti national démocratique en aout 1952 aux premières élections présidentielles directes, il ne recueille que 10,9 % des voix. Yi Si-yeong meurt à 84 ans le 13 avril 1953 à Busan.

## Œuvres
- Gamsimaneo (감시만어, 感時漫語), un essai historique évoquant l'esprit d'indépendance